# Euclasa
L'euclasa és un mineral de la classe dels silicats. Va ser descoberta l'any 1792 a Orenburg, un districte del sud dels Urals, Rússia. La seva exfoliació en {010} és perfecte, fet que va inspirar René Just Haüy per anomenar aquest mineral euclasa, que prové del grec εὖ (fàcilment) i κλάσις (fractura).

## Característiques

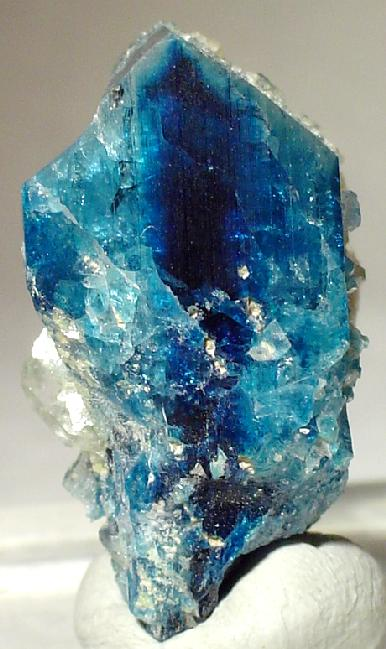
Euclasa, 3.0 x 1.6 x 1.6 cm. Mina Lost Hope, Mwami, Mashonalàndia Occidental, Zimbàbue.

L'euclasa és un silicat de fórmula química BeAlSiO₄(OH). Cristal·litza en el sistema monoclínic en cristalls prismàtics, aplanats en {100}, normalment complexos morfològicament, de fins a 12 cm. La seva duresa a l'escala de Mohs és 7,5. A part dels elements de la seva fórmula, pot contenir impureses de zinc, ferro, calci, magnesi, flúor i sodi.
Segons la classificació de Nickel-Strunz, l'euclasa pertany a «9.AE - Nesosilicats amb anions addicionals (O,OH,F,H₂O); cations en coordinació tetraèdrica [4]» juntament amb els següents minerals: beril·lita, sverigeïta, hodgkinsonita, gerstmannita, clinohedrita, stringhamita, katoptrita, yeatmanita i esferobertrandita.

## Formació i jaciments
L'euclasa és el producte de descomposició del beril en pegmatites i també es forma en menes alpines a temperatura baixa.
Ha estat trobada en molts països del món: Alemanya, Austràlia, Àustria, Bèlgica, Brasil, Canadà, Colòmbia, Estats Units, Finlàndia, Itàlia, Japó, Madagascar, Moçambic, Myanmar, Namíbia, Noruega, Perú, Portugal, Regne Unit, República Txeca, Rússia, Sri Lanka, Suècia, Suïssa, Tanzània, Ucraïna, Xina i Zimbàbue. A Catalunya hi ha un jaciment al Cap de Creus.
Sol trobar-se associada amb altres minerals com: feldespat, quars, topazi, beril, mica, calcita, ankerita i clorita.